# Matthew Remijio Adam Gbitiku
Matthew Remijio Adam Gbitiku M.C.C.I. (* 5. května 1972 Mboro) je jihosúdánský duchovní a římskokatolický biskup ve Wau.

## Život
Navštěvoval v letech 1984–1986 Menší seminář v Bussere a v letech 1986-1989 školu ve Wengiballu. Poté vstoupil do řeholní komunity misionářů komboniánů. V letech 1995–1997 studoval filozofii v interdiecézním semináři svatého Pavla v Chartúmu a v letech 1997-1999 absolvoval noviciát v Kampale. Poté studoval katolickou teologii na Instituto Superior de Estudios Teologicos Juan XXIII-ISET v Limě. Gbitiku byl 18. listopadu 2003 vysvěcen na jáhna a 3. října 2004 přijal z rukou biskupa z wauské diecéze Rudolfa Denga Majaka svátost kněžského svěcení.
Po vysvěcení působil nejprve jako farní vikář, později jako farář v Masalmě a jako duchovní správce Legio Mariae v arcidiecézi Chartúm. V roce 2008 byl Gbitiku vyslán na další studia do Říma, kde v roce 2010 získal licenciát ze spirituální teologie na Papežské gregoriánské univerzitě. V letech 2010–2012 byl zodpovědný za pastoraci povolání v chartúmské arcidiecézi. Poté působil jako spirituál v interdiecézním semináři svatého Pavla a v roce 2013 se stal generálním vikářem arcidiecéze Chartúm. Od roku 2017 je Gbitiku vicerektorem a ekonomem Mezinárodního centra teologické formace misionářů Comboniánů v Nairobi.
18. listopadu 2020 ho papež František jmenoval biskupem ve Wau. 24. ledna 2021 ho v katedrále Panny Marie Pomocnice křesťanů ve Wau vysvětil emeritní arcibiskup Chartúmu Gabriel kardinál Zubeir Wako. Spolusvětiteli byli arcibiskup z Džuby Stephen Ameyu Martin Mulla a arcibiskup z Chartúmu Michael Didi Adgum Mangoria. Od 5. května 2021 do 25. března 2022 byl také apoštolským administrátorem diecéze Rumbek.